# Nieder-Kainsbach

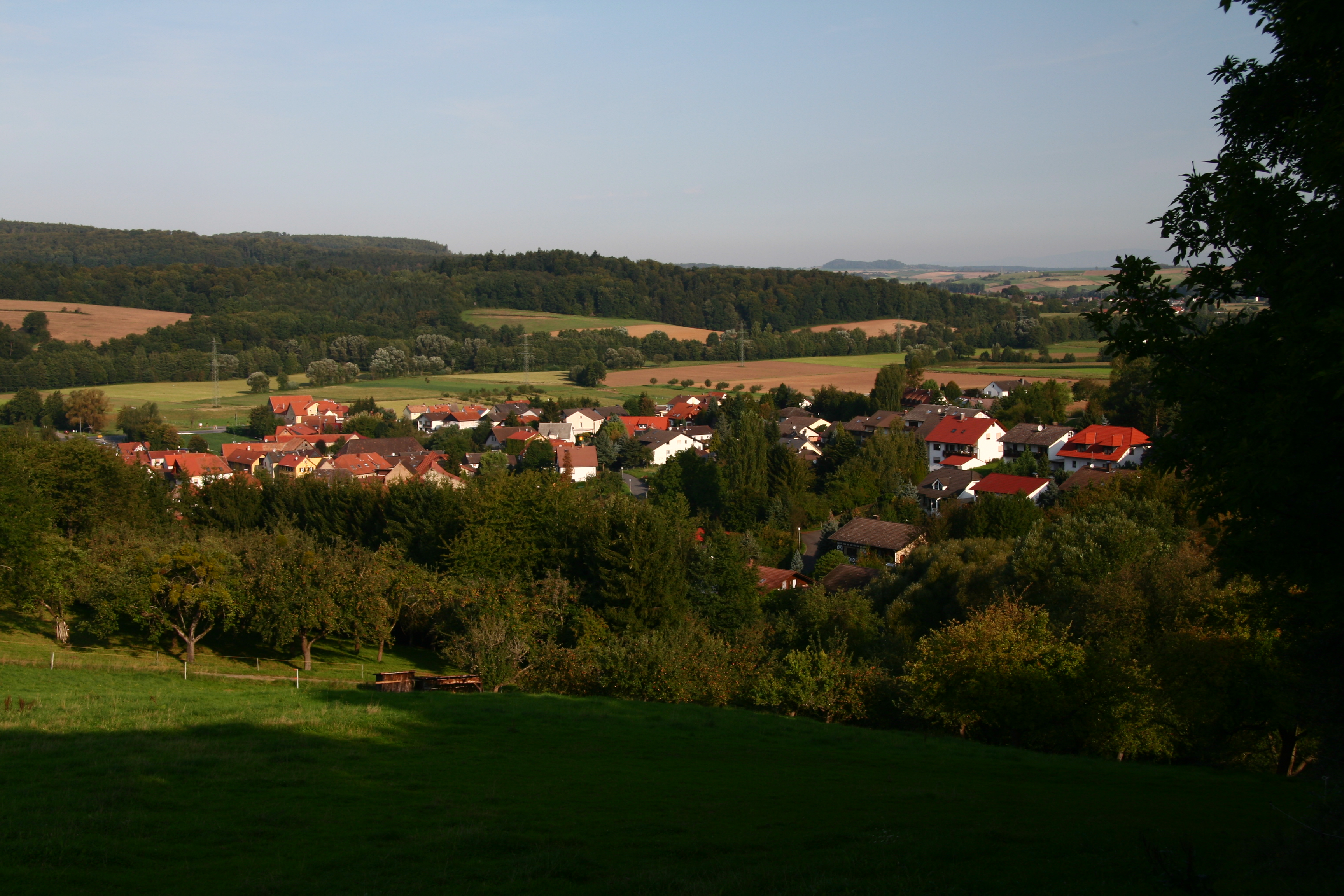
Panoramablick über Nieder-Kainsbach

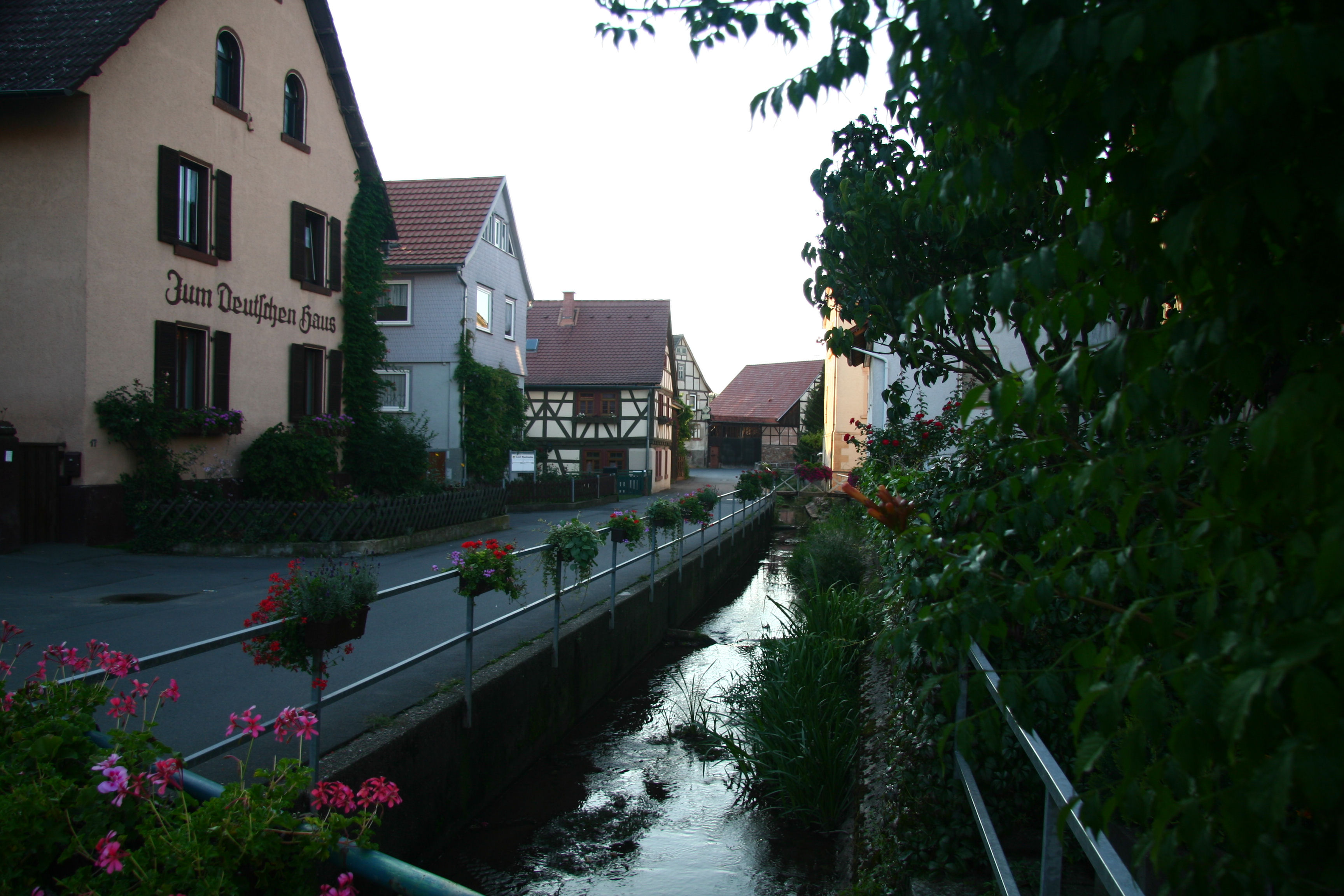
Bachgasse in Nieder-Kainsbach

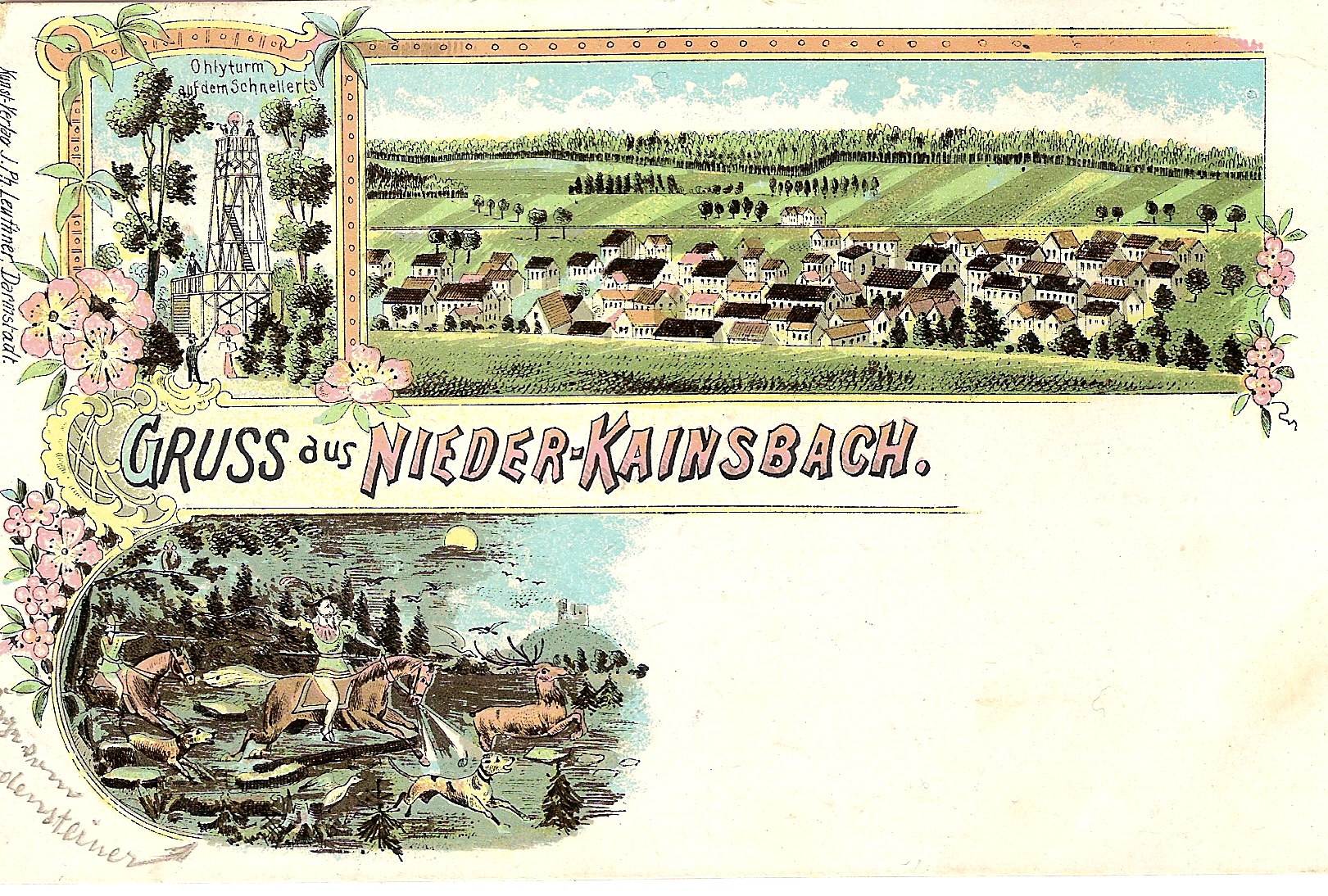
Ansicht von Nieder-Kainsbach nach einer alten Ansichtskarte von 1903

Nieder-Kainsbach ist ein Ortsteil der Gemeinde Brensbach im südhessischen Odenwaldkreis. Nieder-Kainsbach hat zusammen mit dem benachbarten Stierbach rund 730 Einwohner.

## Geographie

### Geographische Lage
Nieder-Kainsbach liegt im nördlichen Odenwald an der Mündung des Kainsbachs in die Gersprenz.
Umgeben von fruchtbaren Ackerböden und tiefgründigen Wiesen in den Gersprenzauen liegt das Dorf mit einem kleinen Gewerbegebiet im Gersprenztal in der Region Starkenburg sowie im Bereich Geo-Naturpark Bergstraße-Odenwald und gehört zum gleichnamigen Landschaftsschutzgebiet.

### Gliederung
Der Ortsteil besteht aus den Dörfern Nieder-Kainsbach und Stierbach. Die Gemarkungsfläche des Dorfes umfasst 226 Hektar.

### Geologie, Klima
Die Gemarkung der Gemeinde Brensbach mit den Ortsteilen Nieder-Kainsbach und Stierbach gehört geologisch zum kristallinen Odenwald und gliedert sich in zwei Haupteinheiten, das Reinheimer Hügelland und den Vorderen Odenwald.
Die Flächen beiderseits der Gersprenz stellen sich als junge Hochflutablagerungen, bestehend aus Lehm, Sand und Kies, dar.
Das Gebiet der Gemeinde Brensbach ist dem kühlgemäßigten- bzw. warmgemäßigten Regenklima nach Köppen zuzuordnen. Gegenüber anderen Mittelgebirgsregionen ist das Klima weniger rau.

## Geschichte

### Ortsgeschichte
Über früheste Ursprünge gibt es nur wenige Fakten, obwohl das nähere Umfeld zu Nieder-Kainsbach bereits 1012 erwähnt wird. Der heutige Ortsname dürfte sich ausgehend von Cuningesbach, über Kunspach und Nydern-Konspach herleiten.
Die früheste, erhaltene Nennung des Ortes findet sich für 1012 im Lorscher Codex bei der Beschreibung einer Wildbanngrenze, bei der die Bezeichnung „Cuningesbach“ auftaucht. Ob es sich dabei um die Ansiedlung oder den Bach handelt, ist ungewiss. Etwas deutlicher tritt das Dorf 1384 aus dem Dunkel seiner Vergangenheit. Ein im Hessischen Staatsarchiv Darmstadt aufbewahrtes Lehenrevers besagt, dass Schenk Heinrich von Erbach das halbe Dorf „Kunspach“ vom Kloster Fulda zu Lehen erhalten hat. Zu diesem Zeitpunkt war Nieder-Kainsbach grundbesitzmäßig schon geteilt, wobei der Dorfbach die Grenze bildete. Eine Hälfte mit 3½ Huben gehörte der Abtei Fulda, während das andere Teil aus einem Hofgut bestand und dem Kloster Lorsch bzw. den Grafen von Katzenelnbogen gehörte.
Die Kirchen- und Patronatsrechte übten seit 1424 die Erbacher Grafen aus und Nieder-Kainsbach war nach Brensbach „eingepfarrt“, wo schon früher die gemeinsame Mutterkirche sowie der Friedhof benutzt wurden. 1443 besaß Pfalzgraf Ludwig die Hoheitsrechte über den fuldischen Teil und verlieh das halbe Dorf „Konßpach“ an Schenk Otto von Erbach. 1455 wurde das Dorf in einer Urkunde erstmals „Nydern-Konspach“ genannt und die ursprünglichen 3½ Huben waren mittlerweile in 14 kleinere Hubengüter aufgeteilt. Dieser Teil des Dorfes wurde durch das erbachische Amt Reichenberg verwaltet. Mit dem Aussterben der Grafen von Katzenelnbogen, erbten die Landgrafen von Hessen-Darmstadt den Dorfteil mit dem Hofgut. Er wurde vom Amt Lichtenberg aus verwaltet.
Die Landgrafschaft Hessen-Darmstadt wurde 1806 zum Großherzogtum Hessen. Im gleichen Jahr wurde die Grafschaft Erbach mediatisiert und wurde Teil des Großherzogtums. Nach entsprechenden Vereinbarungen zwischen dem Großherzogtum und den Grafen von Erbach gehörte Nieder-Kainsbach ab 1822 zum Landratsbezirk Erbach, ab 1852 zum Kreis Lindenfels und ab 1874 zum Kreis Erbach (ab 1939: „Landkreis Erbach“), der – mit leichten Grenzberichtigungen – seit 1972 Odenwaldkreis heißt. Nach der Vereinbarung von 1822 nahm die erstinstanzliche Rechtsprechung für Nieder-Kainsbach das Landgericht Michelstadt wahr. Ab 1879 war das Amtsgericht Reinheim zuständig.
Nieder-Kainsbach war sowohl mit einer Haltestelle als auch dem Bahnhof Nieder-Kainsbach – Fränkisch-Crumbach vom 10. Oktober 1887 bis August 1964 an die Reinheim-Reichelsheimer-Eisenbahn angeschlossen.
Im Zuge der Gebietsreform in Hessen wurde am 1. Februar 1971 die Gemeinde Affhöllerbach mit den zu ihr gehörenden Weilern Kilsbach und Stierbach auf freiwilliger Basis nach Nieder-Kainsbach eingemeindet. Am 1. August 1972 erfolgte durch Landesgesetz die Eingliederung der so vergrößerten Gemeinde zusammen mit Höllerbach, Wallbach und Wersau in die Gemeinde Brensbach. Auf dem Gebiet der eingegliederten Gemeinde wurden zwei Ortsbezirke mit Ortsbeirat und Ortsvorsteher nach der Hessischen Gemeindeordnung eingerichtet, nämlich einer für Nieder-Kainsbach mit Stierbach, und einer für Affhöllerbach mit Kilsbach.

### Einwohnerentwicklung
- 1633: 76 Einwohner[1]
- 1961: 418 evangelische (= 89,13 %), 48 katholische (= 10,23 %) Einwohner[1]

| Nieder-Kainsbach: Einwohnerzahlen von 1829 bis 2024 | Nieder-Kainsbach: Einwohnerzahlen von 1829 bis 2024 | Nieder-Kainsbach: Einwohnerzahlen von 1829 bis 2024 | Nieder-Kainsbach: Einwohnerzahlen von 1829 bis 2024 | Nieder-Kainsbach: Einwohnerzahlen von 1829 bis 2024 |
| --- | --------------------------------------------------- | --------------------------------------------------- | --------------------------------------------------- | --------------------------------------------------- |
| Jahr |                                                     |                                                     |                                                     | Einwohner                                           |
| 1829 | 1829                                                |                                                     | 399                                                 | 399                                                 |
| 1834 | 1834                                                |                                                     | 408                                                 | 408                                                 |
| 1840 | 1840                                                |                                                     | 484                                                 | 484                                                 |
| 1846 | 1846                                                |                                                     | 487                                                 | 487                                                 |
| 1852 | 1852                                                |                                                     | 470                                                 | 470                                                 |
| 1858 | 1858                                                |                                                     | 423                                                 | 423                                                 |
| 1864 | 1864                                                |                                                     | 439                                                 | 439                                                 |
| 1871 | 1871                                                |                                                     | 379                                                 | 379                                                 |
| 1875 | 1875                                                |                                                     | 371                                                 | 371                                                 |
| 1885 | 1885                                                |                                                     | 355                                                 | 355                                                 |
| 1895 | 1895                                                |                                                     | 373                                                 | 373                                                 |
| 1905 | 1905                                                |                                                     | 372                                                 | 372                                                 |
| 1910 | 1910                                                |                                                     | 372                                                 | 372                                                 |
| 1925 | 1925                                                |                                                     | 359                                                 | 359                                                 |
| 1939 | 1939                                                |                                                     | 366                                                 | 366                                                 |
| 1946 | 1946                                                |                                                     | 474                                                 | 474                                                 |
| 1950 | 1950                                                |                                                     | 491                                                 | 491                                                 |
| 1956 | 1956                                                |                                                     | 468                                                 | 468                                                 |
| 1961 | 1961                                                |                                                     | 469                                                 | 469                                                 |
| 1967 | 1967                                                |                                                     | 494                                                 | 494                                                 |
| 1970 | 1970                                                |                                                     | 475                                                 | 475                                                 |
| 1980 | 1980                                                |                                                     | ?                                                   | ?                                                   |
| 1990 | 1990                                                |                                                     | ?                                                   | ?                                                   |
| 2000 | 2000                                                |                                                     | ?                                                   | ?                                                   |
| 2011 | 2011                                                |                                                     | 723                                                 | 723                                                 |
| 2015 | 2015                                                |                                                     | 734                                                 | 734                                                 |
| 2020 | 2020                                                |                                                     | 734                                                 | 734                                                 |
| 2024 | 2024                                                |                                                     | 727                                                 | 727                                                 |
| Datenquelle: Historisches Gemeindeverzeichnis für Hessen: Die Bevölkerung der Gemeinden 1834 bis 1967. Wiesbaden: Hessisches Statistisches Landesamt, 1968. Weitere Quellen: ; nach 1970 Gemeinde Brensbach; Zensus 2011 |                                                     |                                                     |                                                     |                                                     |

## Wappen
Der Wappenzeichner Ritt aus Bad-Nauheim hatte in Zusammenarbeit mit dem Hessischen Staatsarchiv Darmstadt für die Gemeinde Nieder-Kainsbach 1964 ein Wappen entworfen. Es wurde von der Gemeindevertretung gebilligt, da es vom heraldischen Gesichtspunkt in jeder Beziehung zufrieden stellte. Am 1. Juni 1965 wurde der Gemeinde Nieder-Kainsbach im damaligen Landkreis Erbach dieses Wappen mit folgender Blasonierung verliehen: In Rot ein silberner, mit einem durchgehenden einfachen schwarzen Kreuz belegter Balken, beseitet von drei silbernen sechsstrahligen Sternen (2:1).
Bedeutung
Das einfache schwarze Kreuz nimmt Bezug auf die alt-fuldaische Lehenseigenschaft der Gemeinde Nieder-Kainsbach und die sechsstrahligen Sterne widerspiegeln die frühere Zugehörigkeit zur Grafschaft Erbach.

## Wirtschaft und Infrastruktur
Nieder-Kainsbach, ein kleines Dorf mit noch landwirtschaftlicher Prägung, befindet sich im südhessischen Odenwaldkreis und ist zusammen mit dem so genannten Wohnort Stierbach seit 1972 Ortsteil der Gemeinde Brensbach.
Bedingt durch den strukturellen Wandel mit seinen negativen Begleiterscheinungen insbesondere im ländlichen Raum sind viele Einwohner gezwungen täglich zu pendeln und legen zum Teil erhebliche Entfernungen zurück, um zu ihrem Arbeitsplatz in den Ballungszentren im Rhein-Main-Gebiet zu gelangen.
Nieder-Kainsbach ist jedoch die damit häufig verbundene Entwicklung zu einem reinen „Schlafdorf“ erspart geblieben. Großen Anteil daran, dass der soziale Zusammenhalt in Nieder-Kainsbach funktioniert, hat sicherlich auch das ausgeprägte Vereinsleben. Ganze Familien sind häufig in mehreren Vereinen aktiv und tragen so direkt zum Erhalt der Dorfgemeinschaft bei. Das Zusammenleben in Nieder-Kainsbach ist trotz des tief greifenden Wandels intakt geblieben.